# Simon Zimny
Simon Zimny, született Zygmont Zimny (Divion, 1927. május 18. – Reims, 2007. április 3.) lengyel származású válogatott francia labdarúgó, hátvéd, edző.

## Pályafutása

### Klubcsapatban
1949 és 1958 között a Stade de Reims csapatában szerepelt, ahol három francia bajnoki címet és két kupagyőzelmet ért el az együttessel. Tagja volt az 1955–56-os idényben BEK-döntős csapatnak. 1958 és 1960 között a Stade Français játékosa volt.

### A válogatottban
1955-ben egy alkalommal szerepelt a francia válogatottban.

### Edzőként
1960–61-ben az RC Vichy, majd az RC Épernay csapataink edzője volt. Később a Stade de Reims tartalékcsapatánál tevékenykedett.

## Sikerei, díjai
Stade de Reims
- Francia bajnokság (Division 1)
  - bajnok (3): 1952–53, 1954–55, 1957–58
  - 2.: 1953–54
- Francia kupa (Coupe de France)
  - győztes (2): 1950, 1958
- Latin kupa
  - győztes: 1953
  - döntős: 1955
- Bajnokcsapatok Európa-kupája (BEK)
  - döntős: 1955–56

## Statisztika

### Mérkőzése a francia válogatottban
| Franciaország | Franciaország    | Franciaország            | Franciaország | Franciaország | Franciaország | Franciaország | Franciaország | Franciaország |
| #             | Dátum            | Helyszín                 | Hazai         | Eredmény      | Vendég        | Kiírás        | Gólok         | Esemény       |
| ------------- | ---------------- | ------------------------ | ------------- | ------------- | ------------- | ------------- | ------------- | ------------- |
| 1.            | 1955. október 9. | Bázel, St. Jakob stadion | Svájc         | 1 – 2         | Franciaország | barátságos    | -             |               |
|               | Összesen         |                          |               | 1             | mérkőzés      |               | 0             | gól           |